# 遺言信託
遺言信託（いごんしんたく）は、
1. 遺言により信託を設定すること。または、
2. 信託銀行の提供する、遺言の作成・執行に関するサービスのこと（法的には信託とは無関係）。

## 遺言による信託の設定
信託は、委託者・受託者間の契約により設定されることが多いが、遺言によって設定することもできる（信託法3条2号）。遺言の記載事項は、遺言者の財産のうち全部または一部を信託する旨、その目的、管理処分方法、受益者、受託者、信託報酬の額または算定方法などであり、契約による信託とほぼ同様である。
通常の遺言による相続分の指定・分割方法の指定・遺贈と同様の効果をあげることが可能であるが、コスト・手続面のデメリットがある。これに対して、遺言者が信託の目的・管理処分方法・受託者の権限を自由に定めることができるため、以下のような場合において活用が期待される。
- 公益的な目的のために財産の一部を活用してほしい場合（目的信託）
- 遺言者死後の親族の状況などに応じて、受託者の裁量により財産の使途・処分方法を決定することを望む場合（裁量信託）

通常、遺言者の死亡時に信託の効力が発生する。契約による信託と異なり、委託者の相続人は委託者の地位を承継しない（信託法147条）。
遺言代用の信託（生前信託、en:living trust）によっても、遺言信託と同様の目的を達成することができる。これは、生前に受託者を決め、受託者との間で信託契約を締結して財産の全部または一部を信託しておくものの、死亡までは自己が当該財産からの利益を受け、死亡時に信託契約の定めにより受託者が遺族などに給付を行うものである。死亡までは自己が受託者を兼ねること（すなわち、信託宣言によること）も可能であると考えられる。

## 信託銀行の提供するサービス
多くの信託銀行は、遺言に関する以下のサービスを有料で提供している。名称に信託という文言が含まれているが、法的には信託とは無関係である。
- 遺言の作成に関するコンサルティング
- 作成した遺言書を保管
- 遺言の執行

遺言の執行を引き受けない代わりに料金を低額にしたメニューも提供している。
遺言の執行報酬は、相続税評価額の2.1%（ただし最低105万円）などと設定されていることから、遺言執行業務を伝統的に手がけてきた弁護士に比べて料金面での優位性があるとはいえない。